# Messstelle
Mit Messstelle wird im Allgemeinen eine ortsfeste oder mobile bauliche Einrichtung bezeichnet, an der bezogen auf einen Messpunkt über eine festgelegte Dauer ein physikalischer und/oder chemischer Parameter aufgezeichnet werden kann (Messung). Eine alternative Schreibweise ist Mess-Stelle.
Neben der allgemeinen Bedeutung ist der Begriff Messstelle in Deutschland durch das Messstellenbetriebsgesetz (MsbG) im Rahmen des Gesetzes zur Digitalisierung der Energiewende (GDEW) konkret auf Messstellen der leitungsgebundenen Energieversorgung bezogen.

## Abgrenzung zu Messpunkt und Testfläche
Der Begriff Mess-Stelle ist im Allgemeinen weiter gefasst als der Messpunkt, unter dem die cm-genauen Koordinaten des Messfühlers oder der Achsenschnittpunkte eines Theodolits oder eines anderen Messinstruments verstanden werden. In der Geodäsie wird für gut vermarkte Messpunkte der Begriff Vermessungspunkt verwendet.
Bei temporären Mess-Stellen in den Bio- und Geowissenschaften spricht man von einer Test- oder Probefläche. Der Name suggeriert ein Probieren, kommt aber vom Begriff Probenentnahme, wie ihn die Bodenkunde oder Geologie versteht. Hier ist der Messpunkt nur auf einige Meter genau festgelegt oder statt eines einzigen Messwerts wird ein Durchschnittswert bestimmt.

## Festlegung der Örtlichkeit einer Messstelle
Festgelegt wird die Position
- durch die Art des zu messenden Parameters und der zu beachtenden Randbedingungen. Z. B. erfolgt die Messung der Außentemperatur für eine Gebäudeheizung an einer möglichst nordseitigen, schattigen Stelle, oder für die Luftgüte an einer für die Umgebung repräsentativen Straße
- durch eine vorgegebene Messnetzkonfiguration, Beispiele hierfür sind die Kilometrierung an Autobahnen oder an Flüssen. Bei letzteren wird der Durchfluss und Wasserstand gemessen.
- an Maschinen -- je nach deren Art -- durch besondere Stellen, durch ihre Position relativ zu Achsen, Befestigungen oder Öffnungen festgelegt.

Die Position von Messstellen wird heute meist in Koordinaten (geografische oder Gauß-Krüger-Koordinaten) angegeben.

## Messstelle im deutschen Messstellenbetriebsgesetz (MsbG)
Im §2 Begriffsbestimmungen ist eine Messstelle als „die Gesamtheit aller Mess-, Steuerungs- und Kommunikationseinrichtungen zur sicheren Verarbeitung von Messdaten und Steuerungsinformationen und zur sicheren Anbindung von [Energie-]Erzeugungsanlagen und steuerbaren Lasten an Zählpunkten eines Anschlussnutzers“ definiert. Wobei ein „Zählpunkt“ ein Punkt ist, an dem der Energiefluss messtechnisch erfasst wird, und Anschlussnutzer Letztverbraucher oder Betreiber von Energie-Erzeugungsanlagen sind. Mit dem „Gesetz zum Neustart der Digitalisierung der Energiewende“, das im Mai 2023 in Kraft trat, wurde auch das MsbG umfassend novelliert, um die Umstellung der Messstellen auf Smart-Meter zu beschleunigen.